# Junta Comunitaria de Brooklyn 1
La Junta Comunitaria de Brooklyn (del inglés: Brooklyn Community Board 1) es un órgano gubernamental local de la ciudad de Nueva York del borough de Brooklyn que comprende los barrios de Williamsburg y Greenpoint. Es delimitado por Newtown Creek y el borough de Queens al este, las avenidas Flushing y Kent en el sur, al igual que el Río Este en el oeste.
Al 2010 su presidente actual es Christopher H. Olechowski, y su mánager distrital es Gerald A. Esposito.

## Demografía
En el censo de los Estados Unidos de 2000, la junta comunitaria tenía una población de 160 338, aumentando de 155 972 en 1990 y 1980 con 142 942.

De ellos (al 2000), 77 040 (48.0 %) eran blancos no hispanos, 8,808 (5.5%) eran afroamericanos, 5,730 (3.57%) asiáticos o isleños del Pacífico, 192 (0.1%) amerindios o nativos de Alaska, 3,635 (2.3%) de otras razas, 4,488 (2.8%) de dos o más razas, 60,445 (37.7%) eran de origen hispano.

Al 2004 el 46.7% de la población se beneficie de asistencia pública, más de 32.9% en 2000.
La superficie es de 3,167.6 acres (4.9 millas cuadradas) (13 km²).